# أندرو واتسون
أندرو واتسون (بالإنجليزية: Andrew Watson)‏ (8 مارس 1921 24 مايو 1856)، يُعد أول شخص أسود يلعب بفريق كرة قدم على المستوى العالمي.

## روابط خارجية
- أندرو واتسون على موقع الاتحاد الإسكتلندي (الإنجليزية)
- أندرو واتسون على موقع قاعدة بيانات كرة القدم.إي يو (الإنجليزية)